# Buffalo Grillz
Buffalo Grillz ist eine 2008 gegründete italienische Grindcore-Band aus Rom. Sie rekrutierte sich aus Mitgliedern verschiedener italienischer Musikgruppen wie Natron, Undertakers und The Orange Man Theory und nennt sich selber „All-Star-Grind-Combo“.

## Bandgeschichte
Max Marzocca, Schlagzeuger der Metalband Natron, und Enrico Giannone, Sänger der Undertakers, riefen das Projekt 2008 ins Leben. Der Name war eine Idee von Sänger Giannone und bezieht sich auf die Steakhaus-Kette Buffalo Grill. Die Musiker bezeichnen ihre Musik als Mischung aus Grindcore, Death Metal und Crustpunk. Nach einigen Besetzungswechseln bestand das Line-up aus Sänger Enrico Giannone, Gitarrist Marco „Cinghio“ (The Orange Man Theory), Bassist Luciano „Gux“ und Schlagzeuger Massimo „Mastimo“. 2010 erschien das Debütalbum Grind Canyon beim DIY-Label Gangsta Paradise Records, gemastert von Scott Hull (Pig Destroyer). Es folgten Auftritte mit Entombed, Rotten Sound und Ratos de Porão. Nachdem aus Sicht der Band erfolgreichen Debütalbum entschied sie sich, das Nachfolgealbum auf einem professionellen Musiklabel zu veröffentlichen, weil die Musiker sich davon ein besseres Marketing versprach. Aus diesem Grund unterschrieb Buffalo Grillz Anfang 2012 bei Subsound Records. Im Juni 2012 erschien das zweite Album Manzo Criminale, für den Sommer ist neben einer Tournee auch ein Auftritt beim Obscene Extreme geplant.
Buffalo Grillz spielt Grindcore mit Einflüssen von Napalm Death und Nasum., das Tempo liegt weitestgehend bei mehr als 270 bpm. Die Titel der einzelnen Lieder sind humoristisch, was Ausdruck für die Selbstsicht der Band sein soll, während die Texte keine zusammenhängenden Texte im herkömmlichen Sinne darstellen. Als Grund hierfür nennt Marco die politischen Zustände in seinem Heimatland, die „zum Himmel stink[en]“ und man deshalb nur „schreien und alles kaputtschlagen“ könne.

## Diskografie
Studioalben
- 2010: Grind Canyon (Gangstas Paradise)
- 2012: Manzo Criminale (Subsound Records)
- 2017: Martin Burger King (Subsound Records)